# Tylogonus viridimicans
Tylogonus viridimicans là một loài nhện trong họ Salticidae.
Loài này thuộc chi Tylogonus. Tylogonus viridimicans được Eugène Simon miêu tả năm 1901.